# Ronde van Lombardije 2023
De 117e editie van de wielerwedstrijd Ronde van Lombardije werd verreden op 8 oktober 2023 als onderdeel van de UCI World Tour 2023. De wedstrijd gold als vijfde en laatste monument van het seizoen en was tevens voor vele renners de laatste wedstrijd van het seizoen. Net als in 2014, 2016 en 2021 was de start dit jaar in Como en de finishstreep in Bergamo. De wedstrijd was 238 kilometer lang.

## Koersverloop
Net als in 2021 en 2022 zegevierde de Sloveen Tadej Pogačar ook deze editie. In tegenstelling tot de vorige zege van Pogačar reed hij ditmaal ruim 30 kilometer solo naar de finish. Met een verschil van bijna een minuut kwam de Italiaan Andrea Bagioli als tweede over de eindstreep. Dit was de beste prestatie van Bagioli in een wedstrijd geklassificeerd als monument. Primož Roglič, landgenoot van Pogačar, behaalde een derde plaats.
De beste Belg van deze wedstrijd was Remco Evenepoel met een negende plaats. Bauke Mollema, in 2019 winnaar van deze koers, kwam als 43e over de finish en was hiermee de beste Nederlander van de wedstrijd. Een andere Nederlander, Sjoerd Bax, moest de wedstrijd al vroeg staken na een valpartij, al tijdens de wedstrijd werd bekend dat hij een dijbeenbreuk had opgelopen. Voor de winnaar van 2018, Thibaut Pinot, was het de laatste wedstrijd in zijn carrière als wielrenner. Vanwege zijn populariteit onder de Fransen waren er veel fans voor hem aanwezig langs het parcours.

## Deelnemende ploegen
De achttien UCI World Tour-teams van dit seizoen plus vier Proteams en een Canadese nationale selectie startten met zeven renners per team, uitgezonderd Astana dat met zes renners aan de start verscheen, wat het deelnemersveld op 160 bracht.

## Uitslag
| Plaats  | Naam             | Ploeg                 | tijd     |
| ------- | ---------------- | --------------------- | -------- |
| Winnaar | Tadej Pogačar    | UAE Team Emirates     | 5u55'33" |
| 2       | Andrea Bagioli   | Soudal Quick-Step     | + 52"    |
| 3       | Primož Roglič    | Jumbo-Visma           | z.t.     |
| 4       | Aleksandr Vlasov | BORA-hansgrohe        | z.t.     |
| 5       | Simon Yates      | Team Jayco AlUla      | z.t.     |
| 6       | Adam Yates       | UAE Team Emirates     | z.t.     |
| 7       | Carlos Rodríguez | INEOS Grenadiers      | z.t.     |
| 8       | Richard Carapaz  | EF Education-EasyPost | + 1'06"  |
| 9       | Remco Evenepoel  | Soudal Quick-Step     | + 1'26"  |
| 10      | Andreas Kron     | Lotto-Dstny           | z.t.     |

1905 · 1906 · 1907 · 1908 · 1909 · 1910 · 1911 · 1912 · 1913 · 1914 · 1915 · 1916 · 1917 · 1918 · 1919 · 1920 · 1921 · 1922 · 1923 · 1924 · 1925 · 1926 · 1927 · 1928 · 1929 · 1930 · 1931 · 1932 · 1933 · 1934 · 1935 · 1936 · 1937 · 1938 · 1939 · 1940 · 1941 · 1942 · 1943 · 1944 · 1945 · 1946 · 1947 · 1948 · 1949 · 1950 · 1951 · 1952 · 1953 · 1954 · 1955 · 1956 · 1957 · 1958 · 1959 · 1960 · 1961 · 1962 · 1963 · 1964 · 1965 · 1966 · 1967 · 1968 · 1969 · 1970 · 1971 · 1972 · 1973 · 1974 · 1975 · 1976 · 1977 · 1978 · 1979 · 1980 · 1981 · 1982 · 1983 · 1984 · 1985 · 1986 · 1987 · 1988 · 1989 · 1990 · 1991 · 1992 · 1993 · 1994 · 1995 · 1996 · 1997 · 1998 · 1999 · 2000 · 2001 · 2002 · 2003 · 2004 · 2005 · 2006 · 2007 · 2008 · 2009 · 2010 · 2011 · 2012 · 2013 · 2014 · 2015 · 2016 · 2017 · 2018 · 2019 · 2020 · 2021 · 2022 · 2023 · 2024 · 2025
Tour Down Under ·
Great Ocean Road Race ·
Ronde van de Verenigde Arabische Emiraten ·
Omloop Het Nieuwsblad ·
Strade Bianche ·
Parijs-Nice · 
Tirreno-Adriatico · 
Milaan-San Remo ·
Ronde van Catalonië ·
Classic Brugge-De Panne ·
E3 Saxo Bank Classic ·
Gent-Wevelgem ·
Dwars door Vlaanderen ·
Ronde van Vlaanderen ·
Ronde van het Baskenland ·
Parijs-Roubaix ·
Amstel Gold Race ·
Waalse Pijl ·
Luik-Bastenaken-Luik ·
Ronde van Romandië ·
Eschborn-Frankfurt ·
Ronde van Italië ·
Critérium du Dauphiné ·
Ronde van Zwitserland ·
Ronde van Frankrijk ·
Clásica San Sebastián ·
Ronde van Polen ·
BEMER Cyclassics ·
Renewi Tour ·
Ronde van Spanje ·
Bretagne Classic ·
GP van Quebec ·
GP van Montréal ·
Ronde van Lombardije ·
Ronde van Guangxi